# 福島繁太郎
福島 繁太郎（ふくしま しげたろう、1895年3月9日 - 1960年11月10日）は、日本の画商、美術評論家。妻・福島慶子も随筆家、評論家として知られた。

## 経歴
株式仲買人で、日露戦争による相場急騰で財を成した福島浪蔵の子として東京に生まれる。。1921年、東京帝国大学法学部政治学科を卒業し、翌1922年までイギリスに留学し、次いで1923年にフランスへ渡り、長くパリに滞在した。福島は滞仏期間中に同時代の多くの画家と交流し、特にジョルジュ・ルオーと親しく交際した。また、多数の絵画を収集して、いわゆる「福島コレクション」を形成し、その多くを日本にもたらした。1928年、ないし1929年には、パリでジョルジュ・ワルドマー (George Waldemar) を中心とする美術評論誌『フォルム (Formes)』を創刊した。
福島は、最終的に1933年暮れに帰国した前後からコレクションの展覧会を企画するとともに、帰国後は美術評論家として活動し、また、銀座にフォルム画廊を開いた。
1966年には、ブリヂストン美術館で「旧福島コレクション展」が催され、ルオー、マチス、ドラン、ピカソなどの作品49点が一堂に展示された。

## おもな著書
- 印象派時代、石原求竜堂、1943年
  - 印象派時代、文藝春秋社、1946年
- エコール・ド・パリ 第1、東京出版、1948年
- フランス画家の印象、毎日新聞社、1950年
- ピカソ、新潮社（新潮叢書）、1951年
- エコール・ド・パリ 2、新潮社、1951年
- 近代絵画 : 印象派から現代まで、岩波書店（岩波新書）、1952年

## 関連文献
- 図録『戦後洋画と福島繁太郎―昭和美術の一側面展』山口県立美術館、1991年
- 安井雄一郎「福島繁太郎の生涯」-『三彩―特集 福島繁太郎とその時代』 526号、pp18-20、1991年7月
- 福島慶子「うちの宿六」新版・中公文庫、1991年12月
- 矢代幸雄「藝術のパトロン 松方幸次郎、原三溪、大原二代、福島コレクション」新版・中公文庫、2019年。